# Afromelecta bicuspis
Afromelecta bicuspis là một loài Hymenoptera trong họ Apidae. Loài này được Stadelmann mô tả khoa học năm 1898.